# Hosackia yollabolliensis
Hosackia yollabolliensis là một loài thực vật có hoa trong họ Đậu. Loài này được (Munz) D.D.Sokoloff mô tả khoa học đầu tiên.